# Islamul în Franța
     <1% (Cehia, Estonia, Finlanda, Ungaria, Islanda, Irlanda, Letonia, Lituania, Republica Moldova, Polonia, Portugalia, România, Slovacia)
     1%-2% (Belarus, Croația, Italia, Malta, Monaco, Ucraina)
     2%-4% (Andorra, Danemarca, Luxemburg, Norvegia, Serbia, Slovenia, Spania)
     4%-5% (Germania, Grecia, Liechtenstein, Elveția, Marea Britanie)
     5%-10% (Austria, Belgia, Franța, Olanda, Suedia, Georgia)
     10%-20% (Bulgaria, Cipru, Muntenegru, Rusia)
     20%-30%
     30%-40% (Macedonia)
     40%-50% (Bosnia și Herțegovina)
     50%-60%
     60%-70%  (Albania)
     70%-80%
     80%-90% (Kosovo)
     90%-95%
     95%-100% (Turcia)
După creștinism, islamul este considerat o a doua religie în Franța. Islamul datează în Franța din secolul al VII-lea, musulmanii ajungând în Franța prin Spania. Musulmanii aflați în Franța sunt  numeroși. Marea majoritate a musulmanilor din Franța sunt suniți.

## Apariția musulmanilor în Franța
În secolul al VII-lea, francezii și-au mărit regatul până la Aquitania, după bătălia de la Vouillé, însă Septimania era provincia.  După cucerirea musulmană din Peninsula Iberică de către umayyazi, Septimania a devenit o provincie din Al-Andalus în anii 711-759, când au fost cucerite regatele franceze în Pepin și a rămas sub dominația musulmană. În 721, arabii au învins  în bătălia de la Toulouse.
Timp de șapte secole, civilizația islamică este prezentă la granițele Regatului Franței în zona Al-Andalus. Musulmanii erau desemnați mauri. Cucerirea și dominația maurilor a fost una foarte rapidă și a coincis cu dezvoltarea lumii musulmane.
După secolul al XI-lea, situația musulmanilor din Europa se schimbă. Răpirea părintelui Majolus de Cluny, distrugerea Sfântului Mormânt din Ierusalim în 1009 au constituit puncte de cotitură în relațiile dintre regii franci și diferite califate. Aceste evenimente generează dintr-un sentiment de ostilitate și dispreț față de sarazini. Cu toate acestea, cu capturarea Ierusalimului de către turcii selgiucizi, care, spre deosebire de arabi, au interzis accesul la locurile sfinte, ideea de război sfânt începe să se răspândească în Europa. Douăzeci de ani mai târziu, în 1095, papa Urban al II-lea a lansat la Conciliul de la Clermont apelul pentru o cruciadă de eliberare a Ierusalimului.
Începutul cruciadelor Islamului dă o nouă vizibilitate în Occident, și, prin urmare, în Franța. Coranul a fost tradus în limba latină în anul 1141 la Mănăstirea Cluny.
În secolul al XVII-lea zeci de mii de mauri musulmani, expulzați din Spania, s-au stabilit în Franța. 
Unii muncitori musulmani provin din Africa de Nord la începutul secolului al XX-lea odată cu primul război mondial, deși imigrația este una puternică în spațiul european din țări precum Spania, Italia, Polonia și Portugalia. Din anul 1962 încep să se stabilească câți  mai mulți musulmani în Franța. Acești musulmani care trăiau în Franța au păstrat ritualurile, obiceiurile și religia.  

## Identitatea musulmanilor
Olivier Roy spune că a fi musulman nu este decât un element, printre altele, al identității  imigranților din prima generație.  Identificarea lor cu zona de origine este mult mai puternică aceștia erau fie marocani, fie tunisieni sau algerieni și se identificau cu ajutorul culturii și limbii arabe sau berbere. Acest lucru nu este obligatoriu și cu cei din cea de a doua generație, care de multe ori nu vorbesc chiar limba părinților. Astfel islamul are rădăcini atât în Franța cât și în Europa. 
În anul 1974, guvernul a decis în favoarea reîntregirea familiei, iar copiii și femeile de origine musulmană puteau să vină și să trăiască în Franța. Mulți dintre ei și-au cerut cetățenia franceză la acel moment. Situația era diferită pentru generațiile ulterioare, formate din musulmanii născuți în Franța, care aveau direct cetățenie franceză. 
Musulmanii francezi pot avea și origini non-arabe. Musulmanii non-arabi sunt adesea turci,  berberi, iranieni și kurzi.  

## Integrarea culturală
Integrarea musulmanilor a experimentat mai multe obstacole din cauza tradițiilor și modalități de gândire legate de cultură. În plus față de problemele de potrivire între legislația europeană și legea islamică, purtarea vălului islamic în școli a devenit un fenomen social. Unii musulmani susțineau că este o formă de discriminare religioasă a nu se permite acoperirea capului în școală. Ei cred că legea este o încercare de a impune anumite valori străvechi asupra lor. 
În Franța au fost înființate puține școli musulmane. Primul colegiu musulman, o școală pentru elevii cu vârste cuprinse între unsprezece și cincisprezece ani și-a deschis porțile abia în anul 2001 în Aubervilliers, o suburbie din nord-estul Parisului. 